# Anurida pygmaea
Anurida pygmaea är en urinsektsart som först beskrevs av Börner 1901.  I den svenska databasen Dyntaxa används istället namnet Micranurida pygmaea. Enligt Catalogue of Life ingår Anurida pygmaea i släktet Anurida och familjen Neanuridae, men enligt Dyntaxa är tillhörigheten istället släktet Micranurida och familjen Neanuridae. Arten är reproducerande i Sverige. Inga underarter finns listade i Catalogue of Life.